# Stufato
Lo stufato è un piatto a base di carne. Il termine deriva dall'antico modo di cuocere gli alimenti, quando la carne veniva posta in un recipiente di cottura chiuso sul piano delle stufe che fungevano sia da strumenti di cottura sia da riscaldamento. La lunga cottura a temperature inferiori a 100 °C è particolarmente adatta ai tagli di carne meno pregiati, che si inteneriscono lentamente grazie all'elevata percentuale di tessuto connettivo. Inoltre, la presenza del sugo di cottura arricchiva la preparazione poiché poteva essere utilizzato come companatico o come sugo per la pasta.
Quando la carne è cucinata molto a lungo e in un pezzo unico lo stufato prende il nome di stracotto. Quando è tagliata in piccoli pezzi prende il nome di spezzatino.
Quando si ha una cottura aromatizzata con vino e spezie prende il nome di brasato.

## In Italia
Lo stufato è una ricetta tipica dell'Italia settentrionale, ove viene preparato usando la carne di manzo, ma si usavano anche i tagli più fibrosi ricavati dalla macellazione dell'asino o del cavallo. La stufatura (o la brasatura, ottenuta appoggiando le braci accese sopra il coperchio del tegame) durava spesso 8-10 ore e rendeva morbida e sugosa una carne non particolarmente tenera. Infatti, lo stufato fa parte della categoria di carni "stracotte", tipiche della bassa pianura padana. Nel XIX secolo lo stufato costituiva il piatto di carne della domenica nel periodo invernale.
È un piatto adatto a ripetute riscaldature e anche per questo in passato era servito inforchettato a singoli pezzi nelle piccole trattorie e osterie accompagnato da vino e pane.